# 야마하 YM2151

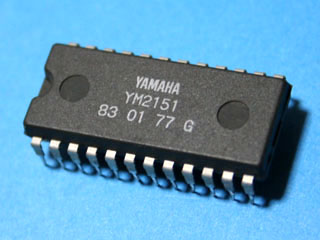
Yamaha YM2151

야마하 YM2151(Yamaha YM2151) 또는 OPM(FM Operator Type-M)은 8채널, 4개 연산자 사운드 칩이다. 이는 원래 일부 야마하 DX 시리즈 키보드(DX21, DX27 및 DX100)용으로 제작된 야마하 최초의 단일 칩 FM 합성 구현이었다. 야마하는 YPR-7, -8, -9와 같은 저가형 전자 피아노에도 이 피아노를 사용했다.

## 이용
YM2151은 1984년 아타리의 마블 매드니스를 시작으로 1985년 세가 아케이드 시스템 보드를 시작으로 코나미, 캡콤, 데이터 이스트, 아이렘, 남코의 아케이드 게임과 윌리엄스 핀볼 머신 등 많은 아케이드 게임 시스템 보드에 사용되었다. 1980년대 중후반에 가장 많이 사용되었다. 이는 샤프의 X1 및 X68000 가정용 컴퓨터뿐만 아니라 현대의 취미생활 기기 커맨더 X16 8비트 컴퓨터에도 사용되었다.
이 칩은 야마하 SFG-01 및 SFG-05 FM 사운드 신디사이저 장치에 사용되었다. 이는 야마하 MSX 컴퓨터용 확장 장치이며 야마하 CX5M과 같은 일부 기계에 이미 내장되어 있다. 최신 SFG-05 모듈에는 제어 레지스터가 약간만 변경된 거의 동일한 칩인 YM2164(OPP)가 포함되어 있다. SFG의 뒤를 이어 YM2164만으로 구동되는 독립형 버전인 야마하 FB-01이 나왔다.

## 같이 보기
- 야마하 YM2612